# Nosowica Stara
Nosowica Stara (ukr. Стара Носовиця, Stara Nosowycia) – wieś na Ukrainie, w obwodzie rówieńskim, w rejonie dubieńskim, nad Ikwą. W 2022 roku liczyła 313 mieszkańców.